# Geometrische Folge
Eine geometrische Folge ist in der Mathematik eine Zahlenfolge, bei der benachbarte Folgenglieder stets im selben Verhältnis zueinander stehen. Die Summierung der Folgenglieder einer geometrischen Folge ergibt eine geometrische Reihe.

## Definition

### Enge Definition
Eine Zahlenfolge {\displaystyle \left(a_{n}\right)} heißt geometrische Folge, wenn der Quotient zweier aufeinanderfolgender Glieder konstant ist, d. h. stets ein und derselben Zahl entspricht. Wird diese Zahl mit {\displaystyle q} („Quotient“) bezeichnet, so gilt also für jeden Folgenindex {\displaystyle n}:
{\displaystyle {\frac {a_{n+1}}{a_{n}}}=q}.
Hierbei muss {\displaystyle q\neq 0} vorausgesetzt werden, da ansonsten gar nicht für alle Nachbarglieder das Verhältnis {\displaystyle {\tfrac {a_{n+1}}{a_{n}}}} existieren würde.

### Weite Definition
Aus der obigen Gleichung erhält man durch Multiplikation mit {\displaystyle a_{n}} den Zusammenhang
{\displaystyle a_{n+1}=a_{n}\cdot q}.
Alternativ wird eine geometrische Folge auch durch diese Gleichung definiert. Dabei muss der Fall {\displaystyle q=0} nicht mehr ausgeschlossen werden.

## Berechnung
Die Glieder {\displaystyle a_{1},a_{2},\ldots } einer geometrischen Folge {\displaystyle a_{0},a_{1},a_{2},\ldots } lassen sich aus dem jeweils vorhergehenden Glied berechnen durch die Rekursionsformel
{\displaystyle a_{n+1}=a_{n}\cdot q}.
Alternativ lässt sich jedes Folgenglied auch direkt berechnen. Zur Herleitung einer entsprechenden Formel benutzt man wiederholt die Rekursionsformel und setzt die Zwischenergebnisse ein:
{\displaystyle {\begin{aligned}a_{1}&=a_{0}\cdot q\\a_{2}&=a_{1}\cdot q=(a_{0}\cdot q)\cdot q=a_{0}\cdot q^{2}\\a_{3}&=a_{2}\cdot q=(a_{0}\cdot q^{2})\cdot q=a_{0}\cdot q^{3}\\&\vdots \end{aligned}}}
Allgemein erhält man für das Glied {\displaystyle a_{n}} einer geometrischen Folge {\displaystyle a_{0},a_{1},a_{2},\ldots } die explizite Formel
{\displaystyle a_{n}=a_{0}\cdot q^{n}}.
Manchmal wird das Anfangsglied auch mit {\displaystyle a_{1}} bezeichnet. Dann lautet die Formel für das Glied {\displaystyle a_{n}} entsprechend
{\displaystyle a_{n}=a_{1}\cdot q^{n-1}}.
Mithilfe der geschlossenen Formel lässt sich eine geometrische Folge mit Anfangsglied {\displaystyle a_{0}} und Quotienten {\displaystyle q} schreiben als {\displaystyle (a_{0}q^{n})}.

## Zahlenbeispiele
- Die geometrischen Folge mit dem Anfangsglied {\displaystyle a_{0}=5} und dem Quotienten {\displaystyle q=3} lautet {\displaystyle 5,\ 15,\ 45,\ 135,\ 405,\ 1215,\ 3645,\ 10935,\ 32805,\ \dotsc } Allgemein ist {\displaystyle a_{n}=5\cdot 3^{n}}.

- Die Glieder der geometrischen Folge mit dem Anfangsglied {\displaystyle a_{0}=1} und dem Quotienten {\displaystyle q=-{\tfrac {1}{2}}} lautet {\textstyle +1,\ -{\frac {1}{2}},\ +{\frac {1}{4}},\ -{\frac {1}{8}},\ +{\frac {1}{16}},\ -{\frac {1}{32}},\ +{\frac {1}{64}},\ -{\frac {1}{128}},\ +{\frac {1}{256}},\ \dotsc } Allgemein ist {\textstyle a_{n}=1\cdot \left(-{\frac {1}{2}}\right)^{n}=(-1)^{n}/2^{n}}.
- Die konstante Folge {\displaystyle 2,2,2,\ldots } ist eine geometrische Folge mit dem Anfangsglied {\displaystyle a_{0}=2} und dem Quotienten {\displaystyle q=1}.

## Anwendungsbeispiele
Die geometrische Folge beschreibt Wachstums- oder Schrumpfungsprozesse, bei denen sich die Messgröße zum Zeitpunkt {\displaystyle n+1} aus der Messgröße zum Zeitpunkt {\displaystyle n} durch Multiplikation mit einem konstanten Faktor {\displaystyle q} ergibt. Beispiele:

### Zinseszins
Bei einem Zinssatz von fünf Prozent vermehrt sich das Kapital jedes Jahr um den Faktor 1,05. Das Kapital entwickelt sich also von Jahr zu Jahr wie die Glieder einer geometrischen Folge mit dem Verhältnis {\displaystyle q=1{,}05}. Die Zahl {\displaystyle q} heißt in diesem Zusammenhang Zinsfaktor. Bei einem Startkapital von 1000 Euro ergibt sich
- nach einem Jahr ein Kapital von

{\displaystyle 1000\,{\text{Euro}}\cdot 1{,}05=1050\,{\text{Euro}},}
- nach zwei Jahren ein Kapital von

{\displaystyle 1000\,{\text{Euro}}\cdot 1{,}05^{2}=1102{,}50\,{\text{Euro}},}
- nach drei Jahren ein Kapital

{\displaystyle 1000\,{\text{Euro}}\cdot 1{,}05^{3}=1157{,}63\,{\text{Euro}}}
und so weiter.

### Unelastischer Stoß
Ein Ball wird von einer Anfangshöhe {\displaystyle h_{0}} auf den Boden fallen gelassen. Nach jedem Aufprall mit dem Boden springt er wieder nach oben, verliert jedoch aufgrund von Reibung einen festen Prozentsatz {\displaystyle p\%} seiner Sprunghöhe. Dann bilden die Sprunghöhen {\displaystyle h_{n}} des Balls nach dem {\displaystyle n}-ten Aufprall eine geometrische Folge mit Anfangsglied {\displaystyle h_{0}} und Verhältnis {\displaystyle q=1-p\%}.

### Gleichstufige Stimmung
Es gibt mehrere Arten, wie ein Musikinstrument gestimmt werden kann. Eine davon ist die gleichstufige Stimmung. Bei ihr ist das Frequenzverhältnis zwischen zwei benachbarten Tönen immer konstant. Bei zwölf Tönen in der Oktave lautet die Folge hier:
{\displaystyle f(n)=a_{0}\cdot \left({\sqrt[{12}]{2}}\right)^{n}},
wobei {\displaystyle a_{0}} beispielsweise die Frequenz des Kammertons und {\displaystyle i} die Halbtonschrittentfernung zum Kammerton ist. {\displaystyle f(i)} ist dann die Frequenz des gesuchten Tones mit Halbtonabstand {\displaystyle i} zum „Ursprungston“ {\displaystyle a_{0}}.
Der Wachstumsfaktor ist also {\displaystyle q={\sqrt[{12}]{2}}}.

## Konvergenz geometrischer Folgen
Bei der Untersuchung des Konvergenzverhaltens einer unendlichen geometrischen Folge {\displaystyle (a_{0}q^{n})} müssen verschiedene Fälle unterschieden werden: Für {\displaystyle a_{0}=0} liegt die konstante Folge {\displaystyle 0,0,\ldots } vor, die gegen den Wert null konvergiert. Für {\displaystyle a_{0}\neq 0} hängt das Konvergenzverhalten von {\displaystyle q} ab:
Fall 1: Für {\displaystyle q=-1} springen die Folgenglieder immer zwischen {\displaystyle a_{0}} und {\displaystyle -a_{0}} hin und her, also divergiert die Reihe.
Fall 2: Für {\displaystyle q=1} handelt es sich um die konstante Folge {\displaystyle a_{0},a_{0},\ldots }, und diese konvergiert gegen {\displaystyle a_{0}}.
Fall 3: Ist {\displaystyle |q|>1}, so geht wegen {\displaystyle a_{n+1}=a_{n}\cdot q} jedes Folgenglied {\displaystyle a_{n+1}} durch eine Vergrößerung aus seinem Vorgänger hervor, d. h. die Folgenglieder werden immer größer. Da die Vergrößerung prozentual ist, werden aber auch die Zuwächse immer größer, also muss die Folge divergieren.
Fall 4: Für {\displaystyle |q|<1} ist {\textstyle 1/|q|>1}, also {\textstyle 1/|q|=1+\delta } für ein {\displaystyle \delta >0} (1). Wenn nun {\displaystyle \varepsilon >0} gegeben ist, so gibt es nach dem Archimedischen Axiom ein {\displaystyle N\in \mathbb {N} }, so dass {\textstyle n\delta >1/\varepsilon } für alle {\displaystyle n>N} (2). Aus (1) und (2) folgt zusammen mit der Bernoullischen Ungleichung:
{\displaystyle \left(1/|q|\right)^{n}=(1+\delta )^{n}\geq 1+n\delta \geq n\delta >1/\varepsilon } für alle {\displaystyle n>N},
also
{\displaystyle |q^{n}|=|q|^{n}<\varepsilon } für alle {\displaystyle n>N}.
Das bedeutet, dass {\displaystyle (q^{n})} eine Nullfolge ist. Dann konvergiert aber auch {\displaystyle (a_{0}q^{n})} gegen Null.

## Namensherkunft
Die Bezeichnung „geometrische Folge“ leitet sich aus dem geometrischen Mittel ab. Jedes Glied einer (positiven) geometrischen Folge (außer dem Anfangsglied) ist nämlich das geometrische Mittel seiner Nachbarglieder:
{\displaystyle a_{i+1}\cdot a_{i-1}=a_{0}q^{i-1}\cdot a_{0}q^{i+1}=a_{0}^{2}q^{2i}=(a_{0}q^{i})^{2}=a_{i}^{2}}.
Folglich ist
{\displaystyle a_{n}={\sqrt {a_{i+1}\cdot a_{i-1}}}.}